# Canon EOS 1000
|  | No s'ha de confondre amb Canon EOS 1000D. |

La Canon EOS 1000 (coneguda com a EOS Rebel a Amèrica del Nord) és una càmera SLR de 35mm fabricada per Canon entre el setembre de 1990 i el 1992. Aquesta forma part de la gamma Canon EOS i estava destinada a fotògrafs principiants.
Aquesta va ser substituïda per l'EOS 1000N (EOS 1000S al Japó, EOS Rebel SII a Amèrica del Nord) el 1992.

## Característiques
D'aquest model existeixen diferents versions:
- EOS 1000 / EOS Rebel: Model bàsic sense flaix ni databack
- EOS 1000F / EOS Rebel S: Model amb flaix integrat però sense databack
- EOS 1000F QD / EOS 1000 QD / EOS Rebel S QD: Model amb flaix integrat i databack de quars
- EOS 1000 QD-P: Model amb flaix integrat, databack de quars i mode panoràmic (mitjançant l'adaptador PA-1000). Aquesta només es va vendre al Japó

El databack és una petita pantalla amb diversos botons, per configurar les dades que apareixeran impreses a la pel·lícula, com la data i la configuració d'exposició utilitzada.
La Canon EOS 1000 incorpora un obturador de pla focal amb velocitats seleccionables de 30 fins a 1/1000 segons amb una sincronització de flaix d'1/90 segons. El sistema que mesura la llum inclou un díode de silici amb modes de mesura avaluatiu, parcial central i mitjana ponderada al centre amb un rang d'1 a 18 EV. La sensibilitat ISO es pot configurar de 25 fins a 5.000 ISO. L'enfocament es pot configurar en manual o automàtic des de l'objectiu.
La càmera consta dels següents modes d'exposició: prioritat d'obertura, prioritat d'obturació, programa, profunditat de camp AE, exposició manual i modes d'escena de retrat, paisatge, macro i esport. També consta d'un mode de compensació d'exposició que es pot seleccionar de -2 a +2 en 1/2 passes. El temporitzador automàtic (12 segons) pot reproduir una selecció de música en lloc d'un compte enrere.
El flaix integrat dels models F, té un número guia de 12. La càrrega i bobinat de la pel·lícula és automàtic. La pel·lícula avança fins a 1 fotogrames per segon. Utilitza una pila de liti 2CR5 de 6V.